# Nothing to You (re-mix) + 3
Nothing to You (re-mix) + 3 es un EP lanzado por el dúo de indie rock de San Francisco Two Gallants en 2006, por Alive Records.
El EP presenta dos canciones del álbum debut The Throes, remixeadas, y las canciones "Sweet Baby Jesus" y "Fail Hard to Regain (en vivo)" del primer disco de vinilo de 7'' de la banda. estos dos por primera vez son lanzados en formato CD. Estas cuatro canciones han sido enteramente remasterizadas.

## Lista de canciones
1. "Nothing to You (Remix)"
2. "Crow Jane (Remix)"
3. "I'm Her Man (Sweet Baby Jesus)"
4. "Fail Hard to Regain (En vivo)"

## Créditos
- John Greenham - Masterización
- John Karr - Ingeniero
- Alex Newport - Mezcla de audio